# Gorm (panserskib)
Gorm var et dansk panserskib, og var lige som forgængerne Rolf Krake og Lindormen klassificeret som panserbatteri. Rolf Krake havde gjort glimrende tjeneste under 2. slesvigske krig og Marinen ønskede endnu et skib af samme type, blot lidt større og kraftigere. Gorm fik Marinens hidtil kraftigste kanoner, og det blev det første større danske krigsskib, hvor man fra begyndelsen havde valgt sejlene fra. Maskineriet var fra en engelsk leverandør, og selv om det gav Gorm større fart end Lindormen, var skibets rækkevidde noget mindre. Navnet Gorm er ikke brugt til andre af flådens skibe. Det blev valgt i periode, hvor man gjorde flittigt brug af navne fra nordisk mytologi og fra den tidlige danske historie, så det kan muligvis referere til Gorm den Gamle. 

## Tjeneste
Gorm fik en aktiv karriere og deltog ofte i de årlige eskadrer, sidste gang i 1898. I 1903 fik Gorm to af de bedste kanoner fra krydserfregatten Fyen, men stod ikke til søs med dem. I 1909 blev skibet klassificeret som defensionsskib, hvilket indebar, at det udelukkende var beregnet til forsvaret af København. Efter 41 år på flådelisten – en rekord for panserskibene – blev Gorm solgt i 1912 og slæbt til Tyskland til ophugning. 